# 7939 Asphaug
7939 Asphaug este un asteroid din centura principală de asteroizi.

## Descriere
7939 Asphaug este un asteroid din centura principală de asteroizi. A fost descoperit pe 14 ianuarie 1991 la Observatorul Palomar de Eleanor Francis Helin. Asteroidul prezintă o orbită caracterizată de o semiaxă mare de 2,36 ua, o excentricitate de 0,21 și o înclinație de 1,5° în raport cu ecliptica.